# Corpo de Polícia Armada e de Tráfego
O Corpo de Polícia Armada e de Tráfego (em castelhano: Cuerpo de Policía Armada y de Tráfico), também conhecida como Polícia Armada, foi um corpo de polícia espanhol criado pela ditadura franquista a seguir à Guerra Civil Espanhola (1936-1939), mediante as leis de 3 de agosto de 1939 e de 8 de março de 1941. Tinha como missão a vigilância, total e permanente em rodovias e estradas, assim como a repressão de distúrbios civis, quando isso fosse necessário.
Os seus membros eram conhecidos popularmente como los grises (os cinzentos), por causa da cor do uniforme. A instituição foi reorganizada durante a "Transição Espanhola" (para a democracia) e em 1978 foi substituída pelo Corpo Nacional de Polícia.

## Organização
A Policía Armada estava integrada nas Forças Armadas, mas era dependente do Ministério do Interior. As suas chefias e oficiais provinham na sua maioria do Exército de Terra e mais tarde também de promoções internas.
O seu emblema era a águia nimbada de São João, que segurava nas suas garras o jugo e as cinco flechas, o símbolo franquista, que simbolizava o mandato da proteção dos valores e ideais franquistas.
Durante os seus primeiros tempos, juntamente com a Guarda Civil, serviu para reprimir os maquis e os movimentos de oposição ao regime, tanto nos espaços rurais como nas cidades. À medida que a contestação social ao regime se acentuou, com as greves operárias e estudantis de meados dos anos 1960, a Polícia Armada foi orientada para a sua repressão, tendo sido pioneira na criação de unidades anti-motim especializadas, como as Companhias de Reserva Geral (C.R.G.), fundadas em 1969 e sediadas na base da 1ª Companhia, em Logroño. Posteriormente, foram sendo criadas companhias por todo o território espanhol, nas localidades, que pela sua localização permitiam uma rápida mobilização e deslocação do contingente onde fosse necessária a sua intervenção.
As C.R.G.s da Polícia Armada desempenharam o papel anteriormente atribuído às antigas "Bandeiras Móveis" (Banderas Móviles). Estiveram ativas durante todo o período final do franquismo e transição, reconvertendo-se depois nas "Unidades de Intervenção Policial".
Em 30 de julho de 1959, as funções de polícia de trânsito rodoviário passaram para a Guarda Civil.